# The Mysteries of Laura
The Mysteries of Laura é uma série de televisão estadunidense transmitida pela NBC desde 17 de setembro de 2014. É uma adaptação da série espanhola Los misterios de Laura criada por Carlos Vila e Javier Holgado. No Brasil a série estreou dia 19 de maio de 2015 pela Warner Channel que exibe os episódios inéditos apenas às terças na faixa das 22:30.
Em 14 de maio de 2016, a série foi cancelada pela emissora NBC depois de duas temporadas.

## Enredo
A série segue a vida de Laura Diamond, uma detetive de homicídios do Departamento de Polícia de Nova Iorque que equilibra seu trabalho do dia com suas horas de folga como uma mãe solteira de dois filhos gêmeos, enquanto tenta levá-la em breve-a-ser-ex-marido, que também é seu chefe, para assinar os papéis do divórcio.

## Elenco

### Elenco principal
- Debra Messing como Laura Diamond
- Josh Lucas como Jake Broderick, ex-marido de Laura e seu novo chefe.
- Laz Alonso como Billy Soto, parceiro de Laura
- Janina Gavankar como Meredith Bose
- Max Jenkins como Max Carnegie
- Neal Bledsoe como Tony Abbott
- Callie Thorne como Nancy Santiani (a partir da segunda temporada)

### Elenco recorrente
- Kahyun Kim como Sammi, a babá de Nicholas e Harrison
- Charles e Vincent Reina como Nicholas e Harrison Broderick, respectivamente. Meninos gêmeos indisciplinados de Laura e Jake.
- Debby Ryan como Lucy Diamond,[4] a irmã de Laura Diamond.

## Episódios
| Nº   | Título                                     | Exibição original       |
| ---- | ------------------------------------------ | ----------------------- |
| 1x01 | "Pilot"                                    | 17 de setembro de 2014  |
| 1x02 | "The Mystery of the Dead Date"             | 24 de setembro de 2014  |
| 1x03 | "The Mystery of the Biker Bar"             | 1 de outubro de 2014    |
| 1x04 | "The Mystery of the Sex Scandal"           | 8 de outubro de 2014    |
| 1x05 | "The Mystery of the Terminal Tenant"       | 15 de outubro de 2014   |
| 1x06 | "The Mystery of the Red Runway"            | 22 de outubro de 2014   |
| 1x07 | "The Mystery of the Art Ace"               | 29 de outubro de 2014   |
| 1x08 | "The Mystery of the Mobile Murder"         | 5 de novembro de 2014   |
| 1x09 | "The Mystery of the Dysfunctional Dynasty" | 19 de novembro de 2014  |
| 1x10 | "The Mystery of the Fertility Fatality"    | 10 de dezembro de 2014  |
| 1x11 | "The Mystery of the Frozen Foodie"         | 7 de janeiro de 2015    |
| 1x12 | "The Mystery of the Fateful Fire"          | 14 de janeiro de 2015   |
| 1x13 | "The Mystery of the Deemed Dealer"         | 4 de fevereiro de 2015  |
| 1x14 | "The Mystery of the Popped Pugilist"       | 11 de fevereiro de 2015 |